# Mornese
Mornese (Mornèiz in piemontese, Mornéize in ligure, Mornàize [murˈnaizɛ] in dialetto mornesino) è un comune italiano di 664 abitanti della Provincia di Alessandria, in Piemonte, nelle estreme propaggini collinari dell'Alto Monferrato, in prossimità dell'Appennino Ligure.
È uno dei comuni dell'Ovadese, area storico-culturale del Basso Piemonte e del Monferrato, che prende il nome dalla città di Ovada. 
Parte del territorio comunale fa parte del Parco Regionale delle Capanne di Marcarolo.

## Geografia fisica
Il paese è situato tra la Val Lemme e la valle del Gorzente sulle ultime propaggini dell'Appennino Ligure.

## Storia
Nominato per la prima volta in un documento del 1188, come Molonesio, fu feudo dei Rosso della Volta, famiglia genovese che nel 1270 vi fecero erigere un castello.
Passò poi sotto il dominio dei Marchesi del Monferrato che lo concessero in feudo ai Doria, che lo tennero dal 1330 al 1574, quando con Ugo Doria si estinse il ramo principale della casata. Tuttavia il ramo cadetto riconquistò nei secoli successivi il dominio marchionale sul territorio.

### Simboli
Lo stemma del comune di Mornese, concesso assieme al gonfalone con D.P.R del 24 novembre 1983, riunisce i simboli che rappresentano la storia del paese. Il colore azzurro è indice di devozione, fedeltà e amor patrio. Due scudetti riproducono uno l'antico emblema dei monaci cistercensi (bandato d'oro e d'azzurro e bordato di rosso), ai quali, secondo una tradizione, Mornese deve la sua fondazione; l'altro è lo scudo del Monferrato (d'argento, col capo di rosso), al quale il paese appartenne politicamente. Nel centro la croce trifogliata d'oro e la stella d'argento, sono un'allegoria per ricordare santa Maria Mazzarello. La stella pare proiettare un raggio che illumina un castello, simbolo di Mornese e ricordo dell'antico castrum feudale.
Il gonfalone è un drappo di bianco.

## Monumenti e luoghi d'interesse
I principali luoghi di interesse di mornese sono: la chiesa parrocchiale, iniziata nel 1590, inizialmente dedicata a san Nicola da Tolentino e successivamente a san Silvestro (nel sotterraneo della chiesa è allestito un presepe permanente); il Castello Doria, risalente al XIV secolo e la chiesa di San Rocco (XVI secolo).
Il paese è fortemente legato ai luoghi di santa Maria Domenica Mazzarello, fondatrice con san Giovanni Bosco delle Figlie di Maria Ausiliatrice, che qui nacque nell'omonima frazione. Tra gli altri:
- la casa natia;
- la cascina Valponasca, dove la Santa visse l'infanzia e l'adolescenza, oggi ristrutturata in modo da conservare l'aspetto originario e adibita a luogo di riflessione e di preghiera;
- il collegio, sede originaria delle Figlie di Maria Ausiliatrice, costruito nel 1846, dagli stessi mornesini;
- l'imponente tempio, voluto dalle stesse Figlie di Maria e costruito con l'aiuto delle ex-allieve di 57 nazioni, consacrato nel 1972, in occasione del centenario della fondazione dell'istituto.
- Il Castello Doria, risalente al XIV secolo

Mornese, inoltre, immerso tra i boschi della Val Lemme dell'Alto Ovadese, propone una caratteristica serie di antichi sentieri e mulattiere immersi nella natura (ora gradevolmente percorribili a piedi o in mountain-bike) tra boschi, pinete e rii.

## Società

### Evoluzione demografica
Abitanti censiti

## Cultura

### Eventi
Il 10 settembre di ogni anno si celebra San Nicola da Tolentino, patrono di Mornese. Il giorno seguente, 11 settembre, è il giorno della Tradizionale Fiera di San Nicola con numerose bancarelle per le vie del Paese.

## Amministrazione
Di seguito è presentata una tabella relativa alle amministrazioni che si sono succedute in questo comune.
| Periodo         | Periodo         | Primo cittadino            | Partito                           | Carica  | Note  |
| --------------- | --------------- | -------------------------- | --------------------------------- | ------- | ----- |
| 12 giugno 1985  | 1º giugno 1990  | Dino Angelini              | Partito Comunista Italiano        | Sindaco | [ 8 ] |
| 1º giugno 1990  | 4 dicembre 1992 | Marco Giuseppe Pestarino   | Democrazia Cristiana              | Sindaco | [ 8 ] |
| 29 gennaio 1993 | 24 aprile 1995  | Giuseppe Giacomo Pestarino | Democrazia Cristiana              | Sindaco | [ 8 ] |
| 24 aprile 1995  | 14 giugno 1999  | Dino Angelini              | sinistra                          | Sindaco | [ 8 ] |
| 14 giugno 1999  | 14 giugno 2004  | Dino Angelini              | lista civica                      | Sindaco | [ 8 ] |
| 14 giugno 2004  | 8 giugno 2009   | Marco Giovanni Mazzarello  | lista civica                      | Sindaco | [ 8 ] |
| 8 giugno 2009   | 26 maggio 2014  | Marco Giovanni Mazzarello  | lista civica Mornese vivo         | Sindaco | [ 8 ] |
| 26 maggio 2014  | 27 maggio 2019  | Simone Pestarino           | lista civica Insieme 2014         | Sindaco | [ 8 ] |
| 27 maggio 2019  | 9 giugno 2024   | Simone Pestarino           | lista civica Mornese insieme 2019 | Sindaco | [ 8 ] |
| 9 giugno 2024   | in carica       | Simone Pestarino           | lista civica Mornese insieme      | Sindaco | [ 8 ] |

## Galleria d'immagini

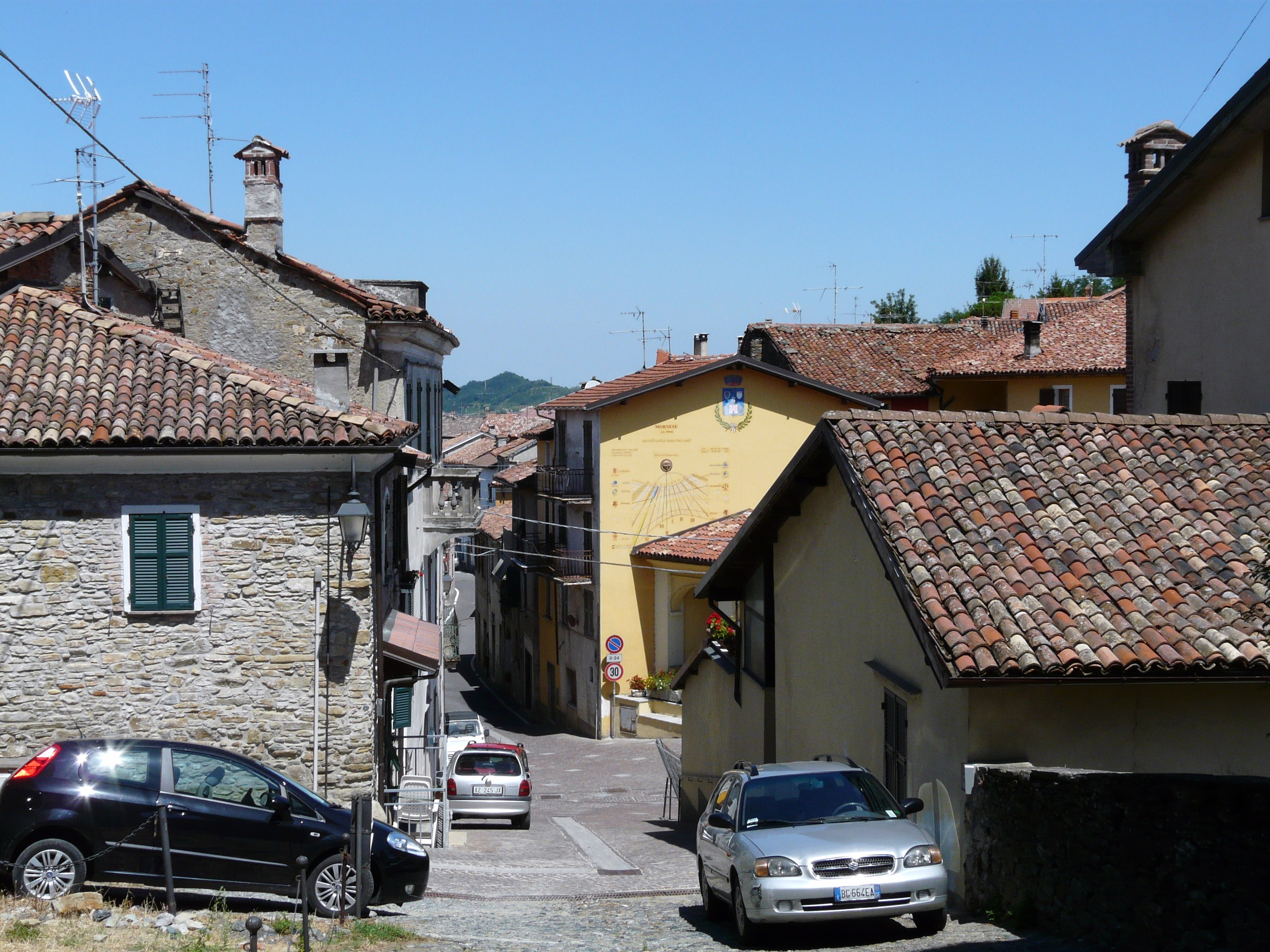
Panorama dal Castello Doria
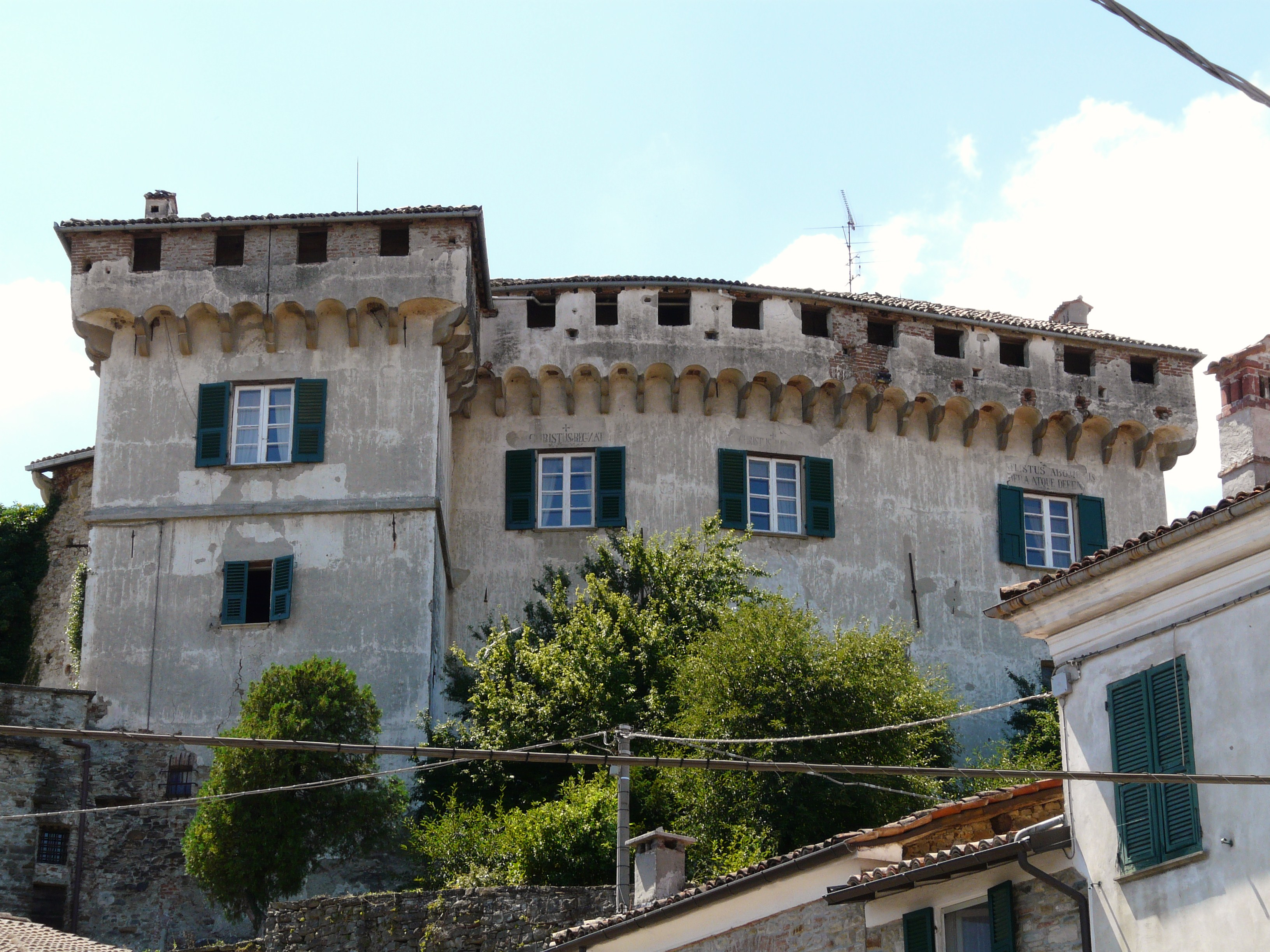
Castello Doria
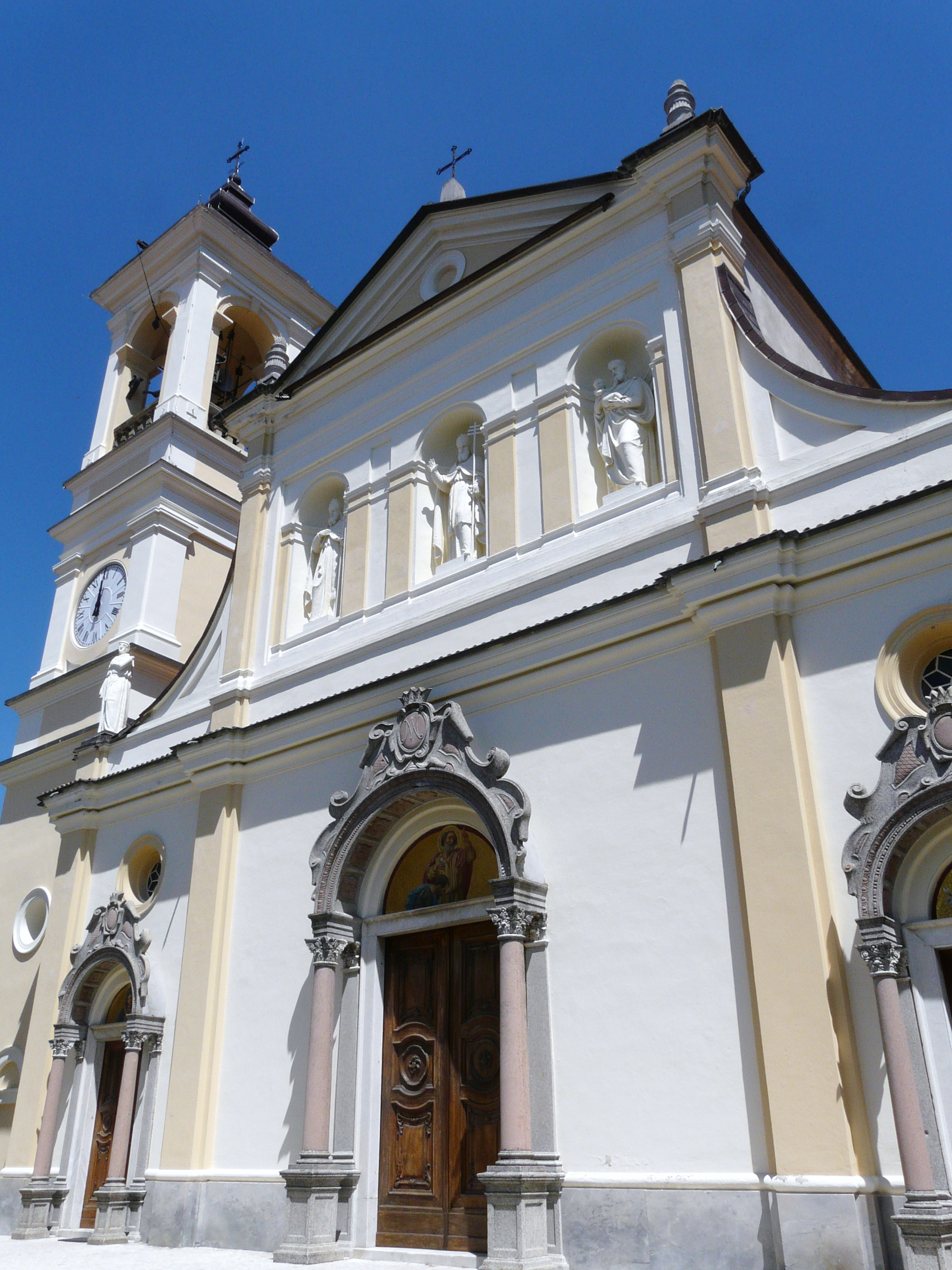
Chiesa di San Silvestro
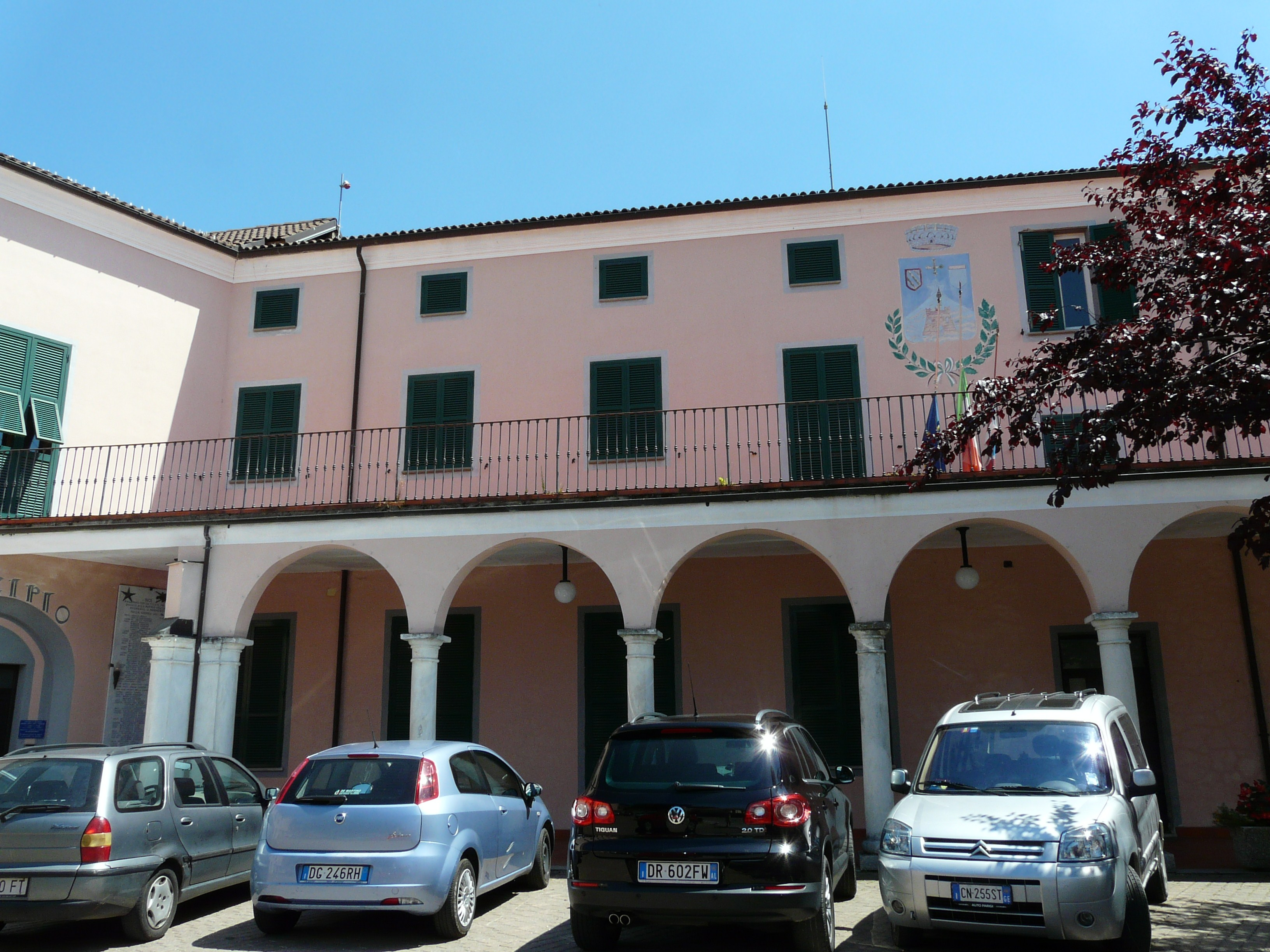
Municipio